# Списак епизода серије Лутер
Лутер је британска криминалистичка серија која се приказује на каналу ББЦ 1 од 4. маја 2010. године. Прва сезона је емитована од 4. маја до 8. јуна 2010. године, друга од 14. јуна до 5 јула 2011. године, трећа од 2. до 23. јула 2013. године, а четврта од 15. до 22. децембра 2015. године. Пета сезона ће бити крајем 2018. или почетком 2019. године.
Серија Лутер за сада броји 4 сезоне и 16 епизода.

## Преглед
| Сезона | Сезона | Епизоде | Епизоде | Оригинално емитовање | Оригинално емитовање |
| Сезона | Сезона | Епизоде | Епизоде | Премијера            | Финале               |
| ------ | ------ | ------- | ------- | -------------------- | -------------------- |
|        | 1.     | 6       | 6       | 4. мај 2010.         | 8. јун 2010.         |
|        | 2.     | 4       | 4       | 14. јун 2011.        | 5. јул 2011.         |
|        | 3.     | 4       | 4       | 2. јул 2013.         | 23. јул 2013.        |
|        | 4.     | 2       | 2       | 15. децембар 2015.   | 22. децембар 2015.   |
|        | 5.     | 4       | 4       | 2018.                | ( )                  |